# Ceduna Council
Koordinaten: 32° 8′ S, 133° 41′ O

Der District Council of Ceduna ist ein lokales Verwaltungsgebiet (LGA) im australischen Bundesstaat South Australia. Das Gebiet ist 5427 km² groß und hat etwa 3400 Einwohner (2016).
Ceduna ist die westlichste LGA von South Australia und liegt an der Far West Coast der Eyre Peninsula etwa 450 km östlich der Grenze zu Western Australia und 550 km Luftlinie nordwestlich der Metropole Adelaide. Das Gebiet beinhaltet 23 Ortsteile und Ortschaften: Bonython, Carawa, Ceduna, Charra, Chinta, Denial Bay, Goode, Kalanbi, Koonibba, Laura Bay, Maltee, Merghiny, Mudamuckla, Murat Bay, Nunjikompita, Petina, Pimbaacla, Puntabie, Smoky Bay, Thevenard, Uworra, Wallanippie und Wandana. 
Der Verwaltungssitz des Councils befindet sich in der Ortschaft Ceduna an der Südküste der LGA, wo etwa 2150 Einwohner leben (2016).

## Verwaltung
Der Council von Ceduna hat neun Mitglieder, die acht Councillor und der Vorsitzende und Mayor (Bürgermeister) des Councils werden von den Bewohnern der LGA gewählt. Ceduna ist nicht in Bezirke untergliedert.